# Francisco Gonzaga y Pico de la Mirandola
Francisco Gonzaga, I duque se Solferino (5 de agosto de 1684-Madrid, 2 de junio de 1758) fue un noble y cortesano español de origen italiano.

## Biografía
Fue hijo de Fernando II Gonzaga, príncipe soberano de Castiglioni y su esposa Laura Pico de la Mirandola. Perteneció a la casa de Gonzaga, cuya rama primogénita habían sido duques soberanos de Mantua.

Fue enviado por su padre a París, donde tomó el hábito eclesiástico y se dispuso a intentar conseguir algunos beneficios eclesiásticos franceses. En esta época, según Saint-Simon, era conocido como el abate de Castiglioni (en francés, el abbé de Castiglioni) y de acuerdo con este autor nadie le dirigía la palabra en la corte. Saint-Simon da una descripción del personaje en esta época:
Oscuro, ordinario, seboso y parecía un alumno de mercado de un colegio
 Llegó a acabar siendo inoportuno hasta para el propio Luis XIV, aunque finalmente obtendría algún beneficio eclesiástico.
En la corte francesa conocería a la entonces esposa del embajador del rey de España ante Luis XIV, Isabel Zacarías Ponce de León casada con Antonio Álvarez de Toledo y Guzmán, IX duque de Alba de Tormes. Esta dama quedó viuda en 1711, volviendo a España al año siguiente y trayendo consigo al joven abbé de Castiglioni.
En 1716 contraería matrimonio con la duquesa viuda de Alba. Antes de su matrimonio había obtenido del pontífice una dispensa para seguir disfrutando después de su matrimonio de los beneficios eclesiásticos de que gozaba. 
Tras su boda, sería nombrado por Felipe V de España, duque de Solferino con grandeza de España de primera clase. Además, el monarca lo haría gentilhombre de cámara primero sin ejercicio (según Saint-Simon), y después con ejercicio.
En 1722 enviudó, y posteriormente contrajo un nuevo matrimonio con Julia Cliteria Caracciolo, hija de Carmíneo Nicolás Caracciolo  (1671-1725), V príncipe de Santo-Buono y virrey del Perú. En 1726 fue encargado de llevar el estandarte en la procesión organizada en Madrid por la canonización de su pariente, Luis Gonzaga, de la Compañía de Jesús.
Murió en 1758, cuando ejercía el cargo de mayordomo mayor de la reina, al servicio de Bárbara de Braganza, mujer de Fernando VI de España.

## Matrimonio y descendencia
De su primer matrimonio no tuvo descendencia. Fruto del segundo matrimonio con Julia Cliteria Caracciolo. nacieron los siguientes vástagos:
- María Luisa (1726-1773), II duquesa de Solferino, casada con Joaquín Atanasio Pignatelli de Aragón y Moncayo, XVI conde de Fuentes (1724-1776).
- María Francisca (1731-1757).
- María Antonia Dorotea (1735-1801), casada con Antonio Álvarez de Toledo Osorio, marqués de Villafranca del Bierzo.
- Felipe Luis (1738-1740).
- Felipe Luis (1740-1762), casado con María de la Cerda, hija del duque de Medinaceli, con descendencia.